# Vuvuzela

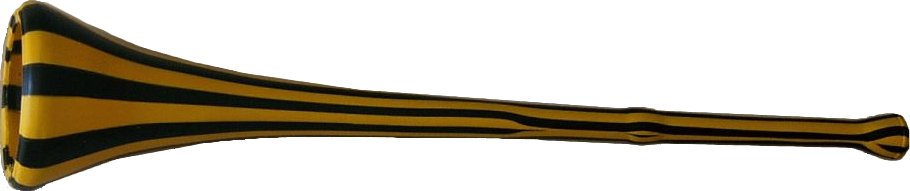
Vuvuzela a strisce gialle e nere

La vuvuzela, chiamata anche lepatata (in lingua tswana), è una trombetta ad aria, solitamente di plastica, lunga circa 65 cm, brevettata da Neil Van Schalkwyk.
La vuvuzela produce un suono potente, monocorde, tipicamente vicino al si bemolle. Essa è comunemente usata in Sudafrica dai tifosi che assistono alle partite di calcio ed è per questo divenuta una sorta di simbolo del calcio stesso in quel paese, anche in virtù della falsa convinzione, che fu sostenuta anche dalla presidenza della FIFA, che la vuvuzela fosse nata come una riproduzione in plastica del corno di cudù, che in Sudafrica era usato nella tradizione tribale.
L'origine del suo nome è controversa: potrebbe infatti essere un termine onomatopeico in lingua zulu che significa "fare vu-vu", in riferimento al suono emesso dallo strumento, oppure derivare da un termine gergale dei sobborghi che significa "doccia", in riferimento alla sua forma.
A Città del Capo è stata installata la più grande vuvuzela del mondo (35 metri di lunghezza), che viene azionata meccanicamente prima dell'inizio di ogni partita.

## L'uso nelle manifestazioni sportive

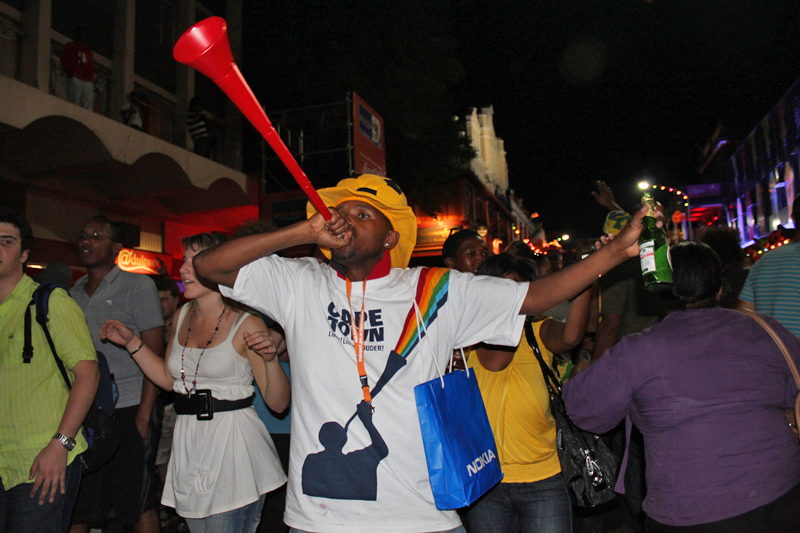
Vuvuzela alla Coppa del Mondo FIFA 2010

L'uso della vuvuzela è stato talvolta impedito all'interno degli stadi. Con la giustificazione, rivelatasi poi non veritiera, che questo strumento fosse un elemento caratteristico della cultura e delle tradizioni sudafricane, la FIFA ha deciso di permettere l'ingresso della vuvuzela all'interno degli stadi dal 2008.
In particolare, la vuvuzela ha fatto parlare di sé durante lo svolgimento della FIFA Confederations Cup 2009, a causa del suo rumore intenso e pressoché ininterrotto, addirittura fastidioso per i giocatori, al punto che la FIFA ha valutato l'ipotesi d'impedirne l'introduzione negli stadi del campionato del mondo del 2010. Poco dopo la fine della Confederations Cup, l'ente calcistico ha però dato il via libera alle trombette.
A causa del fastidio che esse causano, le vuvuzele sono state espressamente vietate in altre competizioni sportive, quali il Torneo di Wimbledon, la Coppa del Mondo di rugby 2011 e i Giochi della XXX Olimpiade. Anche nel Campionato inglese di calcio molti club hanno deciso di bandire le vuvuzele dal proprio stadio.
La UEFA ha bandito le vuvuzele dalla Champions League, dalla Europa League e dalle partite relative al Campionato europeo di calcio 2012.

## Controversie
Secondo alcuni studiosi, tra cui Trevor Cox, presidente dell'Institute of Acoustics britannico e ingegnere del suono dell'Università di Salford, il suono prolungato e ravvicinato dello strumento può danneggiare l'udito. Infatti, il suono di una vuvuzela può arrivare fino a 127 decibel, 3 decibel in meno rispetto alla soglia del dolore (130 dB).
L'11 giugno 2010, durante la cerimonia di apertura del Mondiale, una donna sudafricana, Yvonne Meyer, si lacerò la trachea soffiando troppo forte in una vuvuzela. Per due giorni non poté né mangiare né parlare.
Nel 2010 la Chiesa battista di Nazaret rivendicò l'invenzione della vuvuzela, la quale è utilizzata nei riti religiosi ed è considerata un simbolo per i seguaci di Shembe. Secondo i battisti, infatti, il primo utilizzatore di tale strumento sarebbe stato il profeta Isaiah Shembe nel 1910. Per questo hanno minacciato d'intraprendere un'azione legale contro la FIFA e il titolare del brevetto Neil Van Schalkwyk per l'utilizzo delle vuvuzela durante le partite.